# Klieonychocamptus discipes
Klieonychocamptus discipes är en kräftdjursart som beskrevs av Noodt 1958. Klieonychocamptus discipes ingår i släktet Klieonychocamptus och familjen Laophontidae. Inga underarter finns listade i Catalogue of Life.